# Gérard Mathieu
 (octobre 2018).
Si vous disposez d'ouvrages ou d'articles de référence ou si vous connaissez des sites web de qualité traitant du thème abordé ici, merci de compléter l'article en donnant les références utiles à sa vérifiabilité et en les liant à la section « Notes et références ».
Pour les articles homonymes, voir Gérard Mathieu et Mathieu.
Gérard Mathieu (né en 1949 à Versailles) est un illustrateur et auteur de bande dessinée français.

## Œuvre
Gérard Mathieu a illustré dans des dizaines de revues depuis des décennies (Antirouille, L'Étudiant, Le Monde, Le Journal de Mickey, Alternatives économiques…).
Son personnage le plus récurrent est Clotaire Legnidu.
Grand amateur de jeux, il fonde Ludodélire en 1984 avec Gérard Delfanti et Pascal Trigaux. En leur compagnie, il conçoit et/ou illustre plusieurs des jeux de cet éditeur : Supergang, Tempête sur l'échiquier, Full Métal Planète… Il a été également membre du jury des As d'or du Festival international des jeux de Cannes, de 1993 à 2001.

## Publications
- Ce fut une très belle apocalypse, éd. Encre noire edition, 1980
- Clotaire Legnidu
  - Tome 1 - La vie trépidante de Clotaire Legnîdu (1986)
  - Tome 2 - Glandeur d'élite (2004)
- illustrations de livres, comme :
  - Cocktails de logique (Gérard Frugier, 2005), ainsi que les précédents ouvrages de cet auteur
  - les ouvrages scolaires des éditions Ellipses
  - la compilation G. Mathieu de A à Z, sous-titré un kilo et demi de dessins insoutenables

## Auteur de jeux
Avec Gérard Delfanti : 
- Supergang, 1988, Ludodélire, As d'or Jeu de l'année  1988

Avec Pascal Trigaux et Gérard Delfanti :
- Full Métal Planète, 1988, Ludodélire

Avec Djénina Illoul et Gérard Delfanti :
- Les Dessous de la ville, 1990, Ludodélire